# St. Anna (Moderwitz)

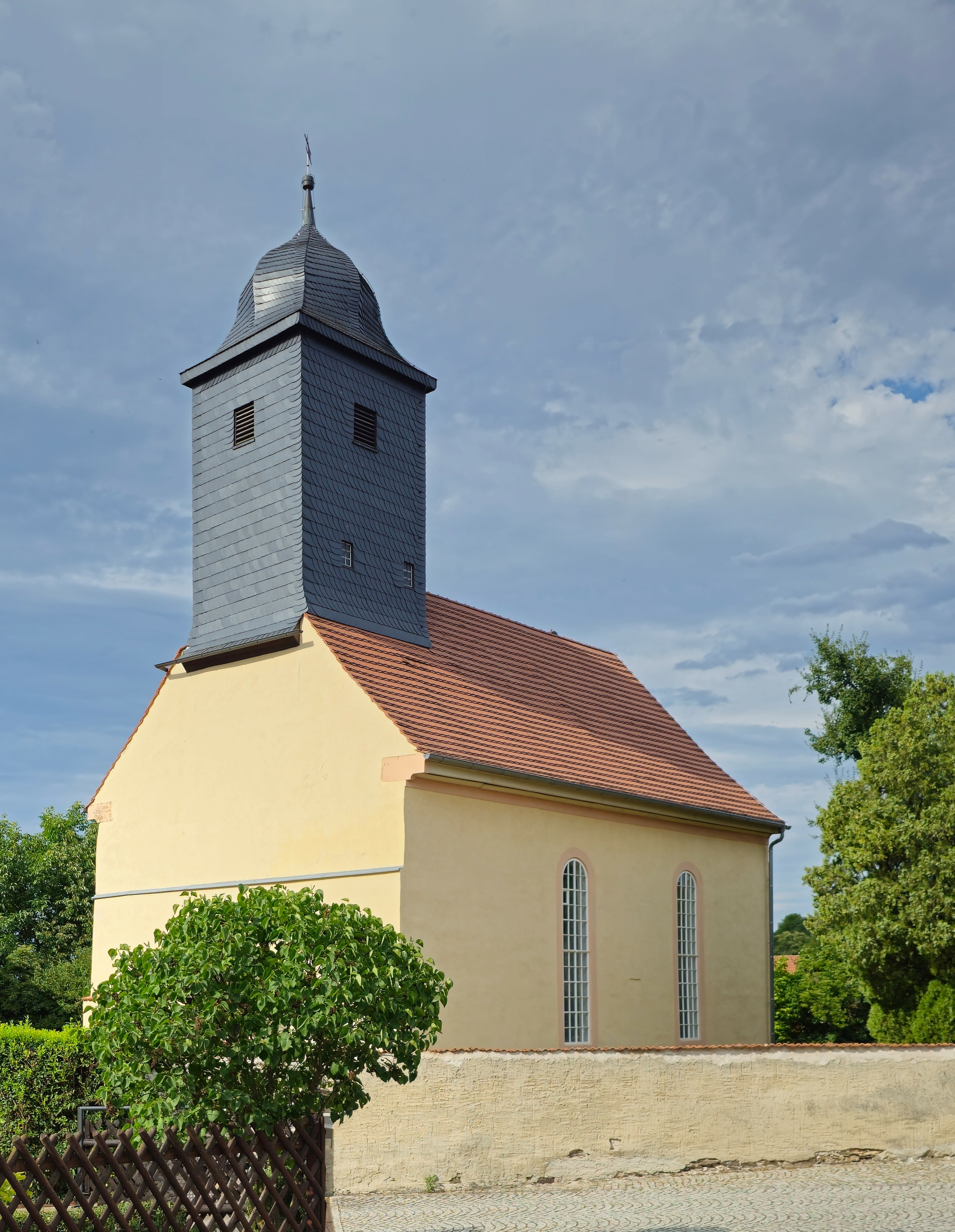
St. Anna Moderwitz

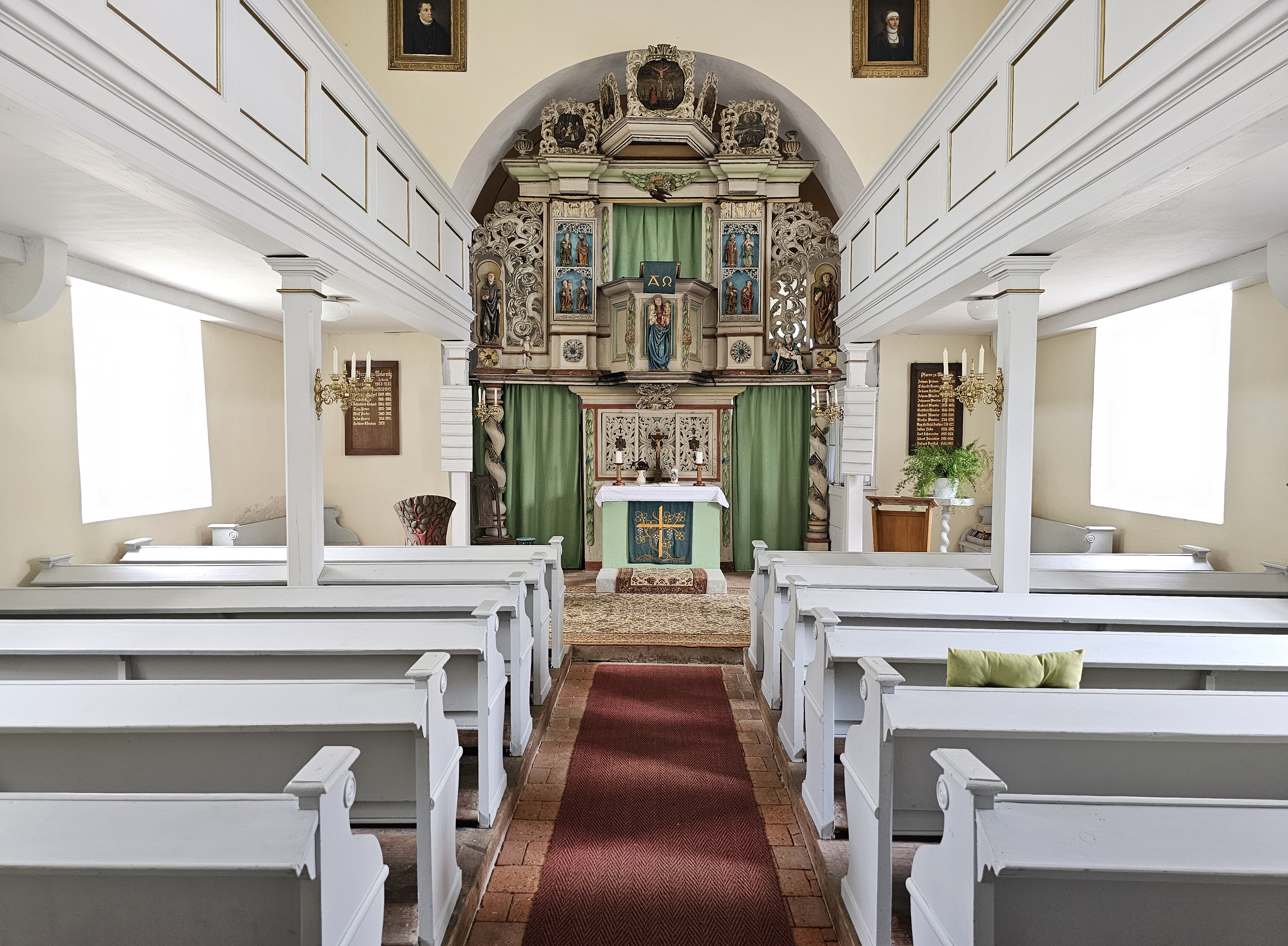
Innenraum (2023)

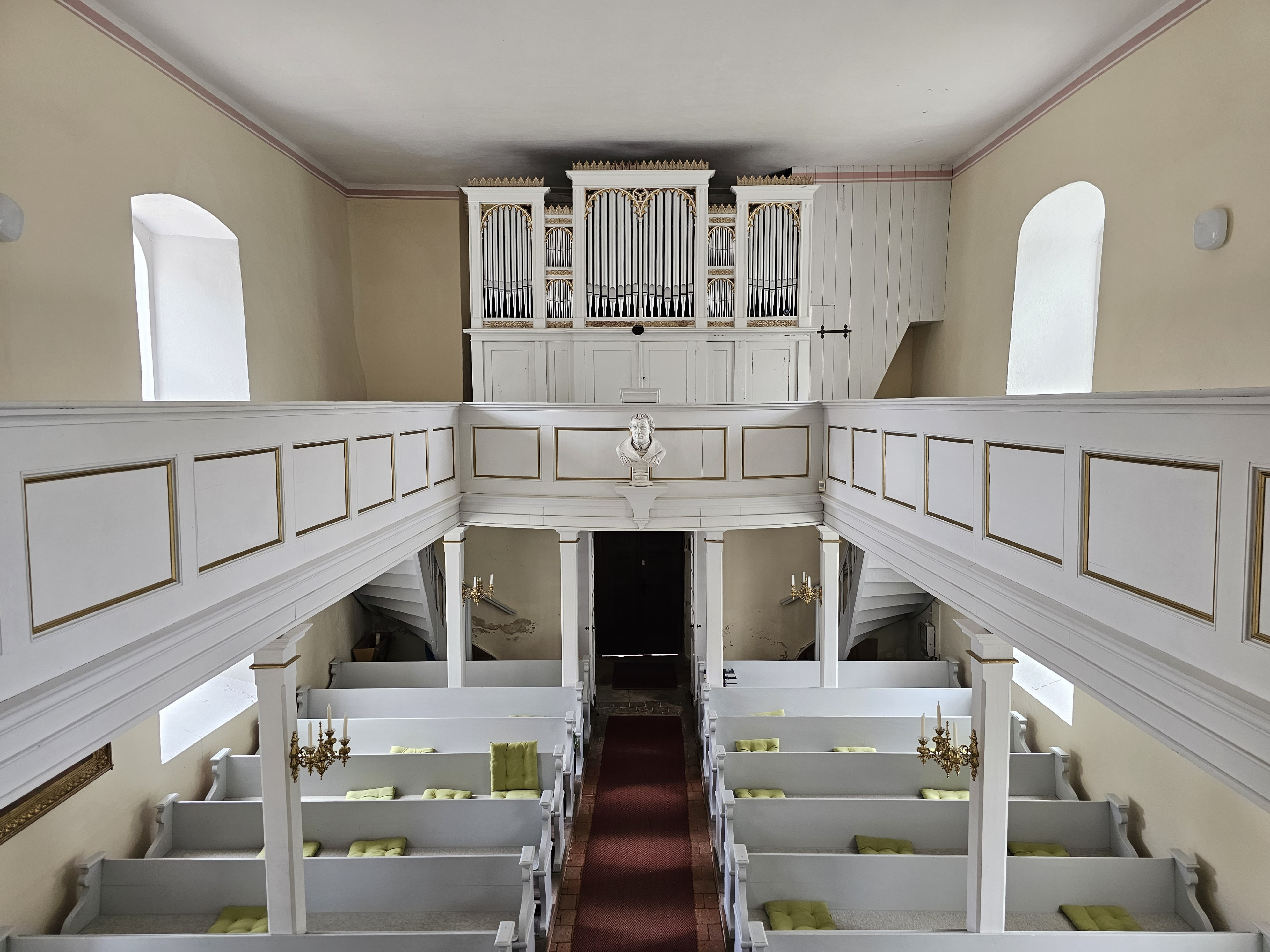
Blick zur Orgel

Die evangelisch-lutherische Kirche St. Anna steht, umgeben von der vollständig erhaltenen Friedhofsmauer, mitten im Dorf Moderwitz, einem Ortsteil der Stadt Neustadt an der Orla bei Jena im Saale-Orla-Kreis in Thüringen. Die Kirchengemeinde Moderwitz gehört zum Pfarrbereich Knau im Kirchenkreis Schleiz der Evangelischen Kirche in Mitteldeutschland.

## Beschreibung
Die romanische Saalkirche hat eine verhältnismäßig große Konche als Apsis im Osten und einem Dachturm im Westen. Das Langhaus ist mit einem Satteldach bedeckt. Auf dem Turm sitzt eine bauchige Haube. Im Dachturm hängen zwei Glocken, eine Bronzeglocke stammt von 1922, eine Gussstahlglocke von 1957. Das alte romanische Fenster im Osten ist vermauert. Die Kirche wurde im 18. Jahrhundert innen barockisiert, 1859 und 1989 renoviert. Der mit einer Flachdecke überspannte Innenraum wird von einer weiß bemalten hufeisenförmigen Empore umfangen. Auf ihr befindet sich, mit einem eigenen, heute vermauerten Zugang versehen, eine Patronatsloge. Hinter dem barocken Kanzelaltar aus der 1. Hälfte des 18. Jahrhunderts befindet sich ein rundbogiger Triumphbogen zur Apsis hin. Geschnitzte Statuen eines Altarretabels vom Anfang des 16. Jahrhunderts sind in den Kanzelaltar einbezogen. Neben der Kanzel sind am Kanzelkorb vorn Anna selbdritt, links ein Schmerzensmann und rechts eine Pietà angebracht. In den Pilastern sind seitlich des Korbes Wandnischen, darin stehen paarweise Figuren von zwei Heiligen übereinander. Fünf Bilder über der Kanzel zeigen von links die Anbetung der Könige, die Auferstehung Jesu Christi, in der Mitte die Kreuzigung mit Johannes und Maria unter dem Kreuz, den Einzug in Jerusalem sowie die Himmelfahrt. Oberhalb des Kanzelaltars sind links und rechts an der Wand zwei große Bilder von Katharina von Bora und Martin Luther angebracht. Das pokalförmige Taufbecken aus Marmor ist mit 1688 datiert. Drei Epitaphien für ehemalige Pfarrer der Gemeinde sind außen an der Apsis angebracht.
Die Orgel mit 13 Registern, verteilt auf zwei Manuale und Pedal, wurde 1867 von Friedrich Wilhelm Dornheim gebaut. Eine Überholung erfolgte 2019.